# Comuna Harkivți, Hadeaci
Harkivți (în ucraineană Харківці) este o comună în raionul Hadeaci, regiunea Poltava, Ucraina, formată din satele Butovîceske, Harkivți (reședința), Kîiașkivske și Kruhlîk.

## Demografie
Componența lingvistică a comunei Harkivți
     Ucraineană (98,5%)
     Rusă (1,41%)
     Alte limbi (0,09%)
Conform recensământului din 2001, majoritatea populației comunei Harkivți era vorbitoare de ucraineană (98,5%), existând în minoritate și vorbitori de rusă (1,41%).